# Манько, Леонид Степанович
Леонид Степанович Манько (20 августа 1915, Гавриловка, Семиреченская область — 26 февраля 1976, Бельбулак, Алма-Атинская область) — председатель колхоза «Алма-Ата» Энбекшиказахского района Алма-Атинской области, Герой Социалистического Труда (22.03.1966).

## Биография
Родился 1 (14) августа 1915 года. Член КПСС с 1942.
Окончил Талгарский сельскохозяйственный техникум (1935).
- 1935—1938 сотрудник Казахского НИИ земледелия
- 1938—1940 участковый агроном Алма-Атинской МТС
- 1940—1944 старший агроном колхоза им. Мичурина
- 1944—1946 начальник Алма-Атинского Райзо
- 1946—1948 агроном подсобного хозяйства Казпотребсоюза
- 1948—1951 старший агроном колхоза им. Мичурина
- 1951—1959 председатель колхоза им. Мичурина Талгарского района.

С 1959 по 1972 год председатель колхоза «Алма-Ата» Энбекшиказахского района Алма-Атинской области.
В 1970 году в его колхозе надой на корову составил 4088 кг молока по стаду в 1132 коровы, настриг шерсти — 4,2 кг с овцы (35 тысяч голов). Ежегодная прибыль — свыше 3 млн рублей.

## Награды и звания
Герой Социалистического Труда (22.03.1966). Награждён двумя орденами Ленина, орденом Октябрьской Революции, четырьмя большими золотыми и большой серебряной медалями ВСХВ, золотой медалью ВДНХ.